# 新潟県道498号長岡中之島見附線
新潟県道498号長岡中之島見附線（にいがたけんどう498ごう ながおかなかのしまみつけせん）は、新潟県長岡市から同県見附市に至る、一般県道である。

## 概要
- 起点：新潟県長岡市十日町（十日町インターチェンジ）
- 終点：新潟県見附市坂井町（坂井北交差点）

長岡東バイパスの十日町ICから、長岡市街を経由し、長岡市中之島地区・見附市今町地区に至る道路。国道8号との重複区間以外の全線が、国道8号・国道17号の長岡東バイパス、見附バイパスの旧道である。

## 重複区間
- 国道352号：長岡市殿町二丁目（追廻橋交差点） - 長岡市城岡二丁目（城岡橋交差点）
- 国道404号：長岡市殿町二丁目（追廻橋交差点） - 長岡市大手通二丁目（大手通交差点）
- 国道351号：長岡市大手通二丁目（大手通交差点） - 長岡市新町一丁目（新町一丁目交差点）
- 国道403号：長岡市大手通二丁目（大手通交差点） - 長岡市城岡二丁目（城岡橋交差点）
- 国道8号・国道17号：長岡市灰島新田（灰島新田交差点） - 長岡市中之島（中之島IC）
- 新潟県道20号見附中之島線：長岡市中之島（中之島大橋西詰交差点） - 長岡市中之島（中之島大橋東詰交差点）
- 新潟県道165号見附分水線：長岡市中之島（中之島大橋東詰交差点）- 見附市今町二丁目

## 通過する自治体
- 新潟県
  - 長岡市 - 見附市 - 長岡市 - 見附市

## 主な接続路線
- 長岡市
  - 国道17号（十日町・十日町IC、起点）
  - 新潟県道23号柏崎高浜堀之内線（十日町・片田橋交差点）
  - 新潟県道370号滝谷三和線（要町二丁目）
  - 国道352号・国道404号（殿町二丁目・追廻橋交差点）
  - 国道351号・国道403号・国道404号（大手通二丁目・大手通交差点）
  - 新潟県道36号長岡停車場線（大手通二丁目・大手通交差点）
  - 国道8号・国道351号（新町一丁目・新町一丁目交差点）
  - 新潟県道110号北長岡停車場線（城岡一丁目・城岡一丁目交差点）
  - 国道352号・国道403号・新潟県道8号長岡見附三条線（城岡二丁目・城岡橋交差点）
  - 新潟県道126号長岡見附線（下々条町・下々条交差点）
  - 新潟県道378号大口与板線（大口）
  - 国道8号・国道17号（灰島新田・灰島新田交差点）
  - 新潟県道109号押切停車場線（灰島新田・灰島新田交差点）
  - 北陸自動車道（灰島新田・中之島見附IC）
  - 国道8号・国道17号（中之島・中之島IC）
  - 新潟県道20号見附中之島線（中之島・中之島大橋西詰交差点）
  - 新潟県道20号見附中之島線（中之島・中之島大橋東詰交差点）
- 見附市
  - 新潟県道165号見附分水線（今町二丁目）
  - 国道8号・国道17号（坂井町・坂井北交差点、終点）

## 別名・通称
- 三国街道
- 南中央通り

## 主な橋
- 城岡橋
- 今町大橋 （撤去済みの為現在はない）
- 中之島大橋